# Myraptera elegans
Myraptera elegans är en getingart som beskrevs av Curtis 1844. Myraptera elegans ingår i släktet Myraptera och familjen getingar. Inga underarter finns listade i Catalogue of Life.